# Istituto internazionale di bibliografia
L'Istituto internazionale di bibliografia è un'istituzione fondata da Paul Otlet e Henri La Fontaine, giuristi di Bruxelles, al fine di standardizzare i metodi in materia di bibliografia.
L'istituto nacque in seguito alla creazione dell'Office international de Bibliographie (Ufficio internazionale di bibliografia, OIB) creato nel 1895 al termine della prima conferenza internazionale di bibliografia. L'OIB, riconosciuto da un decreto reale, aveva come scopo quello di riunire l'insieme delle conoscenze umane per la costituzione del Répertoire bibliographique universel (Repertorio bibliografico universale). Il repertorio si basa su schede bibliografiche, indicizzate, classificate e raccolte in schedari, che dovevano raccogliere due informazioni, cosa era stato scritto su un determinato soggetto e quali sono le pubblicazioni di un determinato autore.
L'Istituto internazionale di bibliografia  venne creato come evoluzione dell'Office per un ambito internazionale, avvalendosi della collaborazioni di una rete di istituzioni aderenti al progetto bibliografico. 
In ogni paese, una sezione nazionale dell'IIB aveva il compito di raccogliere e schedare tutte le pubblicazioni nazionali e di inviarle a Bruxelles, dove venivano raccolte nel Répertoire bibliographique universel. Questo ruolo di referente nazionale veniva svolto dal   Bureau bibliographique de Paris per la Francia, e dal  Concilium bibliographicum per la Svizzera. Venivano inoltre organizzate in modo regolare conferenze internazionali e veniva emesso un bollettino dell'IIB per rendere conto delle attività dell'istituzione e dell'evoluzione dei lavori in materia bibliografica.
Paul Otlet, Henri La Fontaine e i loro collaboratori internazionali seguono l'andamento e gli sviluppi della classificazione decimale Dewey che porteranno, nel 1905, ad una prima edizione della classificazione decimale universale.
Otlet e La Fontaine presero in esame non solo i libri ma anche altre fonti di informazioni come la stampa o la fotografia.
Dal 1905 le sezioni documentarie specializzate furono sviluppate accanto al Repertorio Bibliografico Universale. Queste sezioni si specializzano in un tipo di documento come quelli del Musée international de la presse (Museo internazionale della stampa) o dell'Institut international de photographie (Istituto internazionale di fotografia). Ma ugualmente in sezioni specializzate su un soggetto: L'Office de documentation aéronautique (Ufficio di documentazione aeronautica), l'Institut polaire (Istituto polare) o ancora l'Office de documentation sur le questions concernant le femme (Uffici di documentazione sulle questioni della donna).
Il concetto di documentazione è nato e, nel 1908, l'IIB convoca la prima conferenza internazionale di bibliografia e di documentazione.
Gli archivi dell'istituzione, proprietà della Fédération Wallonie- Bruxelles, sono conservati al Mundaneum, centro di archivi a Mons.